# Suore francescane dell'Immacolata Concezione (Ragusa)
Le Suore Francescane dell'Immacolata Concezione (in croato Sestre franjevke od Bezgrešnog začeća iz Dubrovnika; sigla S.F.I.C.) sono un istituto religioso femminile di diritto pontificio.

## Storia
Le origini della congregazione rialgono al cimitero per appestati fondato dal senato di Ragusa nel 1457 a Danče, poco fuori dalla città.
Dal 1644 è attestata la presenza di una comunità di pie donne (tra le sette e le nove) che si prendevano cura del cimitero e dell'annessa cappella: solo alla morte di una delle dumne poteva esserne accettata un'altra. A partire dal 1709 le pie donne sono dette "suore del Terz'ordine di San Francesco". Esse abitavano in una casetta vicina al cimitero, ingrandita nel 1898, e portavano un abito nero con il cingolo francescano. Pur non emettendo voti, conducevano una vita di povertà, obbedienza e castità.
Nel 1911 entrò tra le suore Iva Milin, che promosse il rinnovamento della comunità: nel 1923 fu nominata superiora del convento e le suore adottarono l'abito francescano con cingolo, corona, scapolare e velo.
La congregazione fu aggregata all'ordine dei frati minori il 12 maggio 1925.

## Attività e diffusione
Le suore si dedicano alla cura di anziani e ammalati e all'apostolato parrocchiale.
Oltre che in Croazia, sono presenti in Bosnia-Erzegovina, Canada e Germania; la sede generalizia è a Ragusa.
Nel 2014 l'istituto contava 61 religiose in 16 case.